# Odontopyxis trispinosa
Odontopyxis trispinosa is een straalvinnige vissensoort uit de familie van harnasmannen (Agonidae). De wetenschappelijke naam van de soort is voor het eerst geldig gepubliceerd in 1880 door Lockington.